# Zetting
 Zetting  es una población y comuna francesa, en la Región de Gran Este, departamento de Mosela, en el distrito de Sarreguemines y cantón de Sarreguemines.

## Demografía
| Gráfica de evolución demográfica de Zetting entre 2005 y 2018 |
|                                                               |

Fuentes: INSEE.